# Trùm Thịnh
Trùm Thịnh (1883 – 1973) là một nghệ nhân chèo Việt Nam. Được xem là một trong những nghệ sĩ chèo tiêu biểu, có nhiều đóng góp trong việc phục hồi nghệ thuật chèo và xây dựng sân khấu chèo hiện đại.

## Cuộc đời
Trùm Thịnh, tên khai sinh là Nguyễn Văn Thịnh, sinh năm 1883, quê ở Kim Động, Hưng Yên (theo Lý Khắc Cung thì là ở Ninh Giang, Hải Dương). Ông sinh ra trong một gia đình có truyền thống chèo, năm 5 tuổi ông đã bắt đầu tham gia biểu diễn. Ông rời quê và đi hát rạp Sán Nhiên Đài (sau là rạp Kim Lan) ở ngõ Sầm Công. Nhiều bài hát của ông được thu vào đĩa hát của hãng Pathé và Asia. Năm 16 tuổi, ông đoạt giải nhất trong cuộc thi hát chèo tại Làng Bưởi. Bởi tài năng của mình, ông sớm trở thành trùm một phường chèo thuộc chiếng chèo Đông, hoạt động tại Hải Dương. Ông được đánh giá là có thể diễn được nhiều loại vai, từ kép chính như Từ Thức, Tất Chánh, Lưu Bình, Thúc Sinh,... kép lệch như Tuần Ty, Sở Khanh,... lão như Huyện Tể, ông Mãng, đồ Điếc, hề như thầy đồ, hương Câm,... Ngoài giọng hát, ông còn là một nhạc công trống chèo và kéo nhị.
Những năm 1920, ông về Hà Nội tham gia trào lưu chèo văn minh, chèo cải lương. Sau đó ông cùng các con lập gánh hát riêng, có sự tham gia của Đào Lan (Trịnh Thị Lan, tức Cả Tam). Sau Cách mạng tháng Tám, ông cùng con gái là Minh Lý trở lại Ninh Giang, tham gia sinh hoạt văn hóa kháng chiến tại đây. Năm 1950, ông về lại Hà Nội, hát ở rạp Lạc Việt cho gánh của bà Hoa Tâm. Năm 1956, ông được mời về Đoàn chèo Trung ương (nay là Nhà hát Chèo Việt Nam). Ông là một trong các nghệ nhân tham gia Ban nghiên cứu chèo cùng Cả Tam, Năm Ngũ, Minh Lý, Dịu Hương, Lý Mầm. Tại đây, ông đã ghi lại nhiều điệu, tích chèo cổ như tích Vu quy,... đã trở thành những trích đoạn mà nhiều nghệ sĩ học tập.
Trùm Trịnh cùng nghệ nhân Cả Tam được nhà nước trao tặng Huân chương Lao động hạng Ba vào năm 1964 và truy tặng danh hiệu Nghệ sĩ nhân dân vào đợt đầu (1984). Tên của ông đã được ghi trong Bách khoa từ điển sân khấu Liên Xô xuất bản năm 1959, trong mục sân khấu Việt Nam.
Trùm Thịnh kết hôn với bà Nguyễn Thị Mơ và có một người con gái là Nguyễn Thị Minh Lý, cũng là một nghệ sĩ chèo. Ông còn là ông nội của diễn viên Văn Báu.